# Pavel Abramov
Pour les articles homonymes, voir Abramov.
Pavel Sergueïevitch Abramov (en russe : Павел Сергеевич Абрамов) est un joueur russe de volley-ball né le 23 avril 1979 à Moscou (alors en URSS). Il mesure 2,00 m et joue réceptionneur-attaquant. Il totalise 175 sélections en équipe de Russie.

## Clubs
| Club                     | De        | À         |
| ------------------------ | --------- | --------- |
| MGFSO Moscou             | 1996-1997 | 1998-1999 |
| Iskra Odintsovo          | 1999-2000 | 2000-2001 |
| Dinamo Moscou            | 2001-2002 | 2002-2003 |
| Toray Arrows             | 2003-2004 | 2004-2005 |
| Iskra Odintsovo          | 2005-2006 | 2008-2009 |
| Jastrzębski Węgiel       | 2009-2010 | 2009-2010 |
| Iskra Odintsovo          | 2010-2011 | 2011-2012 |
| Oural Oufa               | 2012-2013 | 2012-2013 |
| Goubernia Nijni Novgorod | 2013-2014 | ...       |

## Palmarès

### Club et équipe nationale
- Championnat du monde
  - Finaliste : 2002
- Ligue mondiale (1)
  - Vainqueur : 2002
  - Finaliste : 2007
- Coupe du monde
  - Finaliste : 2007
- Championnat du monde des moins de 19 ans (1)
  - Vainqueur : 1999
- Championnat d'Europe
  - Finaliste : 2005, 2007
- Ligue européenne (1)
  - Vainqueur : 2005
  - Finaliste : 2004
- Championnat d'Europe des moins de 21 ans (1)
  - Vainqueur : 1998
- Coupe de la CEV
  - Finaliste : 2006, 2014
- Challenge Cup
  - Finaliste : 2013
- Championnat de Russie
  - Finaliste : 2007, 2008, 2013
- Championnat de Pologne
  - Finaliste : 2010
- Championnat du Japon (1)
  - Vainqueur : 2005
- Coupe de Pologne
  - Finaliste : 2010
- Coupe de Russie
  - Finaliste : 2008
- Coupe du Japon (1)
  - Vainqueur : 2005

### Distinctions individuelles
- Meilleur joueur, meilleur marqueur et meilleur attaquant du Championnat du monde des moins de 19 ans 1999
- Meilleur marqueur et meilleur attaquant de la Ligue mondiale 2002
- Meilleur joueur du championnat du Japon 2005
- Meilleur joueur de la coupe du Japon 2005
- Meilleur joueur de la Ligue européenne 2005
- Meilleur attaquant du Championnat d'Europe 2005
- Meilleur attaquant du Final Four de la coupe de la CEV 2006
- Meilleur joueur de la coupe de Pologne 2009